# 七日堂裸まいり
七日堂裸まいり（なのかどうはだかまいり）は、福島県河沼郡柳津町で行われる裸祭りである。
毎年1月7日の午後8時半に、下帯姿の男性が円蔵寺本堂の麻縄によじのぼり、大鰐口を目指す。
一年の幸福と無病息災を祈願する祭りである。一般の参加も可能である。